# Batman: Arkham Origins Blackgate
Batman: Arkham Origins Blackgate – przygodowa gra akcji typu metroidvania z 2013 roku, stworzona przez Armature Studio, a wydana przez Warner Bros. Interactive Entertainment. Produkcja, bazująca na komiksach DC Comics o Batmanie, stanowi kontynuację Batman: Arkham Origins oraz część serii Batman: Arkham. Jej fabuła rozgrywa się trzy miesiące po Arkham Origins i opowiada o Batmanie próbującym powstrzymać zamieszki w więzieniu Blackgate, przejętym przez trzech największych przestępczych bossów Gotham City – Jokera, Pingwina i Czarną Maskę. Przedstawia również pierwsze spotkanie Mrocznego Rycerza z Kobietą-Kot, która pomaga mu, ma jednak przed nim tajemnicę.
Premiera gry odbyła się 25 października 2013 na platformach PlayStation Vita i Nintendo 3DS, towarzysząc premierze Arkham Origins na konsole i komputery osobiste. Premiera wersji na 3DS w Europie została przesunięta na 8 listopada, z kolei w Japonii wydana została 5 grudnia wyłącznie na Vitę. W kwietniu 2014 na platformach Microsoft Windows, PlayStation Network, Xbox Live Arcade i  Wii U eShop wydana została wersja zremasterowana z podtytułem Deluxe Edition, zawierająca nowe mapy, walki, poziomy trudności, kostiumy i ulepszoną względem oryginału oprawę wizualną.
Origins Blackgate spotkało się z mieszanym odbiorem ze strony krytyków. Gra chwalona była za skuteczne przeniesienie mechanik serii Arkham na urządzenia przenośne, krytykowana jednak za miejsce akcji, system nawigowania, sterowanie, niekonsekwentny poziom trudności i sztywną dwuipółwymiarową kamerę. W 2014 roku premierę miał film animowany Batman: Atak na Arkham, stanowiący kontynuację gry.

## Rozgrywka
Armature przyjrzało się poprzednim grom z serii Arkham, żeby ustalić, jakie elementy z nich zadziałają w Blackgate. Ostatecznie zapożyczono z nich wiele elementów, takich jak używania haka, szybowanie, kucanie i wspinanie się, które udało się zaimplementować do środowiska dwuipółwymiarowego. Dodatkowo przeniesione zostały gadżety, m.in. batarangi do rzucania, pazur do zaczepiania się o powierzchnie i wybuchowy żel, którym w Blackgate dodatkowo można rzucać. Batman nie może skakać, a żeby dostać się w wyżej położone miejsce musi skorzystać z wyrzutni haków. W grze nie pojawia się również system rozwoju postaci, ponieważ cała bazuje na przedmiotach.
Swobodny system walki znany z innych gier z serii został stworzony od podstaw. Batman porusza się od lewej do prawej, mogąc jednak znaleźć się również na pierwszym planie albo w tle. Reżyser Blackgate, Mark Pacini, stwierdził, że do trybów łowcy i detektywa dodano kilka nowych warstw. Gracze mogą zobaczyć pole widzenia wrogów, co pozwala ocenić, czy Batman jest widoczny dla wrogów, czy nie. W trybie detektywa kolor Batmana zmienia się, w zależności od tego, jak blisko znajduje się wrogów bądź wykrycia przez nich. W grze obecne są również wyższe punkty, kratki podłogowe, ciche powalenia, szybowanie, wykorzystywanie broni i osłabione ściany.
W Blackgate dostępne są zadania poboczne, umożliwiające graczowi poskładanie w całość wydarzeń, które doprowadziły do wybuchu i masowej ucieczki. Projekt poziomów umożliwia walkę z bossami w dowolnej kolejności i w dowolnym momencie, w związku z czym w grze pojawia się kilka zakończeń, zależnych od tego, który boss został pokonany jako ostatni. Batman ma również dostęp do różnych strojów o innych atrybutach, które odblokowywane są wraz z postępami w grze.

## Świat gry

### Postacie
W Blackgate pojawia się większość postaci z Arkham Origins. Głównym bohaterem gry jest Batman (Roger Craig Smith) – superbohater będący mistrzem sztuk walki, wytrenowany w taki sposób, że osiągnął szczyt możliwości fizycznych zwykłego człowieka. Jego zadaniem jest pojmanie trzech przestępców, którzy uciekli z zakładu karnego Blackgate: psychopatycznego Jokera (Troy Baker), czarnorynkowego handlarza bronią Pingwina (Nolan North) i brutalnego przestępcę Czarną Maskę (Brian Bloom). W międzyczasie Batman spotyka również mistrzynię złodziejstwa, Kobietę-Kot (Grey DeLisle), snajpera Deadshota (Chris Cox), mistrza walk Bronze Tigera (Gary Anthony Sturgis) i zombie Solomona Grundy’ego (Fred Tatasciore). Innymi postaciami znanymi z komiksów DC są kapitan policji James Gordon (Michael Gough), naczelnik Blackgate Martin Joseph (Khary Payton), pracowniczka rządowa Amanda Waller (C.C.H. Pounder) i kapitan Rick Flag (Adam Baldwin). W grze pojawia się również superzłoczyńca Bane.

### Świat gry
Trzy miesiące po wydarzeniach z Arkham Origins więzieniem Blackgate wstrząsa potężna eksplozja, która umożliwia osadzonym ucieczkę i prowadzi do zamieszek. Jokerowi, Pingwinowi i Czarnej Masce udaje się zebrać dość popleczników, żeby każdy z nich zyskał kontrolę nad częścią zakładu – blokiem więziennym, administracją i strefą przemysłową. Batman przybywa na miejsce, żeby pokonać przestępców, szybko jednak odkrywa, że sytuacja jest czymś więcej niż zwykłymi zamieszkami. Po raz pierwszy spotyka też m.in. Kobietę-Kot i zaczyna nawiązywać współpracę z kapitanem Jamesem Gordonem.

### Fabuła
Podczas nocnego patrolu Batman zauważa Kobietę-Kot dokonującą kradzieży z rządowego budynku i pokonuje ją, pozwalając policji na jej aresztowanie. Dwa tygodnie później kapitan James Gordon kontaktuje się z Batmanem w sprawie wywołanych tajemniczą eksplozją zamieszek w więzieniu w Blackgate, w wyniku której wielu pracowników placówki zostało wziętych za zakładników, a więzienie zostało podzielone na terytoria Jokera, Pingwina i Czarnej Maski. Po dotarciu na miejsce Batman spotyka Kobietę-Kot, która informuje go o zakładnikach przetrzymywanych w najbardziej strzeżonym obszarze więzienia, znanym jako Skrzydle Arkham, do którego Joker odciął dopływ powietrza.
Poszukując Jokera Batman spotyka naczelnika Martina Josepha, którego biuro zostało zaminowane. Kiedy Batman próbuje go uwolnić, zostaje zaatakowany przez Deadshota, wynajętego przez trzech bossów w celu jego zlikwidowania. Po pokonaniu go Batman ratuje Josepha, a następnie pokonuje Jokera i zdobywa kody potrzebne do uwolnienia zakładników. Orientuje się również, że nie odcięto im dopływu powietrza. Niedługo później ponownie spotyka Kobietę-Kot, która informuje go o gali walk, której gospodarzem jest Pingwin. Batman zostaje zmuszony do walki z czempionem Pingwina, Bronze Tigerem, który jest niechętny do konfrontacji. Po wygranej Batmana Pingwin nakazuje swoim ludziom zabicie go, ale Bronze Tiger opowiada się przeciwko niemu i pomaga Batmanowi, umożliwiając mu doścignięcie i pokonanie Pingwina. Chcąc dotrzeć do Czarnej Maski Batman dowiaduje się, że próbuje on przeciążyć generatory Blackgate i wywołać reakcję łańcuchową, która zabije jego rywali. Po pokonaniu Solomona Grundy’ego w kanałach więzienia Batman konfrontuje się z Czarną Maską i udaremnia jego plan.
Po rozprawieniu się z trzeba bossami Batmanowi udaje dostać się do Skrzydła Arkham, w którym nie zastaje zakładników, a osłabionego Bane’a. Na miejscu pojawia się Kobieta-Kot, która przyznaje, że okładała Batmana, żeby umożliwił jej dostanie się do skrzydła i oswobodzenie jego lokatora w ramach kontraktu, który przyjęła. Batman ściga Kobietę-Kot do doków więzienia i pokonuje ją, ale zanim poznaje tożsamość jej zleceniodawcy, ta zostaje aresztowana przez Ricka Flaga i oddział SWAT.
Zakończenie gry zależy od tego, który boss został pokonany jako ostatni. Joker zostaje znaleziony przez kilku strażników Blackgate, których prawdopodobnie zabija, zanim jednemu z nich zabiera mundur i ucieka. Pingwin przekupuje skorumpowanego strażnika, żeby go uwolnił, a następnie zabija go za to, że był wobec niego niemiły. Czarna Maska bierze na zakładnika jednego ze strażników; inny, chcąc zabić bossa, chyba i trafia w rurociąg, który wybucha i zmusza krzyczącego z bólu przestępcę do ucieczki.
W trakcie gry Amanda Waller i Rick Flag obserwują zamieszki.  W scenie po napisach okazuje się, że to Waller zleciła Kobiecie-Kot uwolnienie Bane’a, ale ponieważ nie udało jej się wykonać zadania, zespół Flaga musiał oddać go policji. Waller uznaje, że operacja nie była całkowitą porażką, ponieważ udało jej się pozyskać Deadshota i Bronze Tigera, których chce zwerbować do swojego oddziału. Kiedy śmigłowiec Waller odlatuje z Blackgate, na spodzie jego kadłuba widoczny jest nadajnik Batmana.

## Produkcja
9 kwietnia 2013 zapowiedź gry znalazła się na okładce majowego numeru magazynu „Game Informer”. Według Marka Paciniego prace nad nią ruszyły się na początku 2012. Wielu członków zespołu producenckiego pochodziło z Retro Studios, które stworzyło serię Metroid Prime, charakteryzującą się podobną do Blackgate konstrukcją i klimatem. Armature opracowało całą grę od podstaw, nie wykorzystując żadnych istniejących wcześniej rozwiązań. W grze pojawiają się zarówno punkty kontrolne, jak i możliwość zapisywania w dowolnym momencie. Wszystkie dwuwymiarowe animacje zostały opracowane przez Armature i w pełni udźwiękowione. Chociaż fabuła rozgrywa się po wydarzeniach z Arkham Origins, twórcy współpracowali ściśle z WB Games Montréal, żeby w obie gry można było grać w dowolnej kolejności, a żadna nie zdradzała spojlerów z drugiej. Scenariusz gry napisał Adam Beechen.
Według reżysera technicznego Jacka Mathewsa obie wersje zostały opracowane osobno i żadna nie stanowiła portu drugiej. Dodał, że studio za sprawą autorskich narzędzi mogło generować modele i tekstury o odpowiedniej wielkości dla każdej platformy, korzystając z jednego źródła, a wersja na 3DS działać ma w trzydziestu klatkach na sekundę w 3D. Przerywniki filmowe opracowane zostały na wzór ręcznie rysowanych komiksowych plansz, do których dograno narrację. W celu dodania głębi dwuwymiarowemu środowisku wprowadzono dynamiczne kąty kamery – przykładowo, kiedy Batman korzysta z tyrolki, kamera przybliża się do jego ramienia. Zarejestrowanie Arkham Origins i Blackgate na jednym koncie PlayStation nagradzane było skórką nawiązującą do serialu Beware the Batman.

## Odbiór
Batman: Arkham Origins Blackgate spotkało się z mieszanym przyjęciem ze strony krytyków. Średnia ocen gry w agregatorze recenzji Metacritic wynosi 68/100 w wersji na 3DS i 61/100 na Vitę. Recenzenci nie byli zgodni odnośnie do tego, czy grze udało się z powodzeniem przenieść założenia serii Arkham na konsole przenośne. Redaktorzy Polygonu i IGN stwierdzili, że Blackgate próba ta zakończyła się sukcesem, zaś według innych była to produkcja niechlujna i niedokończona, nie robiąca nic, żeby rozwinąć serię czy pojawiające się w niej postacie.
Z ogólnie negatywnym przyjęciem spotkała się decyzja o osadzeniu akcji w więzieniu. Recenzenci krytykowali projekt poziomów, twierdząc, że były one powtarzalne, ciemne i rozproszone, a wyjątek stanowiły obszary zajmowane przez Jokera. Część wskazała na problemy w poruszaniu się po placówce ze względu na słabo wyróżnione miejsca pozwalające ruszyć dalej, jak chociażby osłabione ściany, które nie były widoczne poza trybem detektywa. „Game Informer” zauważył, że nawet jeśli element interaktywny jest widoczny na pierwszy rzut oka, nie można go użyć, dopóki gracz nie poświęci kilku sekund na podświetlanie go i przeskanowanie, co uznano za rozwiązanie niewygodne. Z drugiej strony, recenzent Polygonu uznał, że gra ma imponujące i rozległe poziomy, docenił również możliwe do odblokowania drogi skrywające ukryte przedmioty. Kilku recenzentów skrytykowało konieczność cofania się do wcześniej zbadanych obszarów, nazywając je nudnymi – w dużej mierze ze względu na fakt, że były one puste, ponieważ nie pojawiali się w nich nowi wrogowie. GameSpot wskazał na trudności w poruszaniu się po niektórych obszarach spowodowane dwuipółwymiarowowością, w której postać porusza się w lewo albo w prawo, ale czasami musi wejść do otworów wentylacyjnych albo przez drzwi znajdujące się w tle, powodując ciągłe zmienianie się perspektywy. Recenzent stwierdził, że poruszanie się po poziomach było trudne, ponieważ mapa nie określała dokładnego położenia gracza, co czasami sprawiało wrażenie, że Batman jest w pomieszczeniu, w którym powinien być, podczas gdy w rzeczywistości znajduje się kilka poziomów wyżej lub niżej.
Znany z serii system walki został uproszczony, żeby dostosować go do możliwości urządzeń przenośnych. Część recenzentów uznała, że został on zmieniony umiejętnie – zachowano jego płynność i prostotę ruchów, a wyprowadzenie ciosów i kontr uznano za satysfakcjonujące. Inni wyrazili się o tej zmianie mniej pochlebnie, stwierdzając, że system nie oferuje już tej samej intensywności, a pokonanie wrogów jest znacznie prostsze, uniemożliwiając tym samym przeskakiwanie pomiędzy nimi. Kontrolowanie Batmana podczas walki uznano za mniej precyzyjne i responsywne. Wskazywano również, że ze względu na dwuipółwymiarową oprawę Batman często celuje w najbliższego przeciwnika, a nie w tego, którego wskazuje gracz, co uniemożliwia zastosowanie efektywniejszych strategii walki, kiedy zaczynają pojawiać się bardziej zróżnicowani wrogowie.
Recenzent Polygonu stwierdził, że walki z bossami były pomysłowe, a według „Game Informer” są one najlepszym elementem Blackgate, wykorzystującym specyficzne cechy każdego złoczyńcy zarówno w ich atakach, jak i strategiach ich pokonania. Serwis IGN uznał, że walki z bossami, którzy nie pojawiali się wcześniej w serii Arkham, stanowiły nowość, uznał je jednak za uproszczone i silnie uzależnione od wciskania odpowiednich przycisków. Inni recenzenci stwierdzili, że walki są frustrujące, słabo wyjaśnione i przesadnie karzą gracza, pojawiają się w nich bowiem ataki mogące zabić Batmana jednym ciosem. W takiej sytuacji konieczne jest ponowne wczytanie gry, która cofa postać do wcześniejszego punktu, z którego musi ona ponownie dotrzeć do bossa, zanim podejmie kolejną próbę zmierzenia się z nim, a proces ten uznano za zbyt długi.